# Margareta Söderberg
Elvy Margareta Söderberg, född 21 januari 1937 i Sundbyberg, är en svensk vissångerska, kulturarrangör och bildkonstnär.
Söderberg studerade vid Konstfack och blev teckningslärare 1959. 1994 gick hon ett år på Gerlesborgsskolan.
Margareta Söderberg framträdde som vissångerska på Vispråmen Storken under 1960-talet och på Visfestivalen i Västervik 1969 och 1970. Hon medverkade bland annat också på den av proggrörelsen arrangerade Alternativfestivalen i mars 1975 och på Kvinnokulturfestivalen i Stockholm i oktober 1977. 1976 gav hon ut en solo-LP Käringtand med traditionella sånger och sånger av Bertolt Brecht och Hanns Eisler. Skivan fick bland annat en entusiastisk recension av Enn Kokk i Aktuellt i Politiken. Söderberg har också medverkat på ett antal samlingsskivor.
Tillsammans med dramatikern och regissören Claes von Rettig arrangerade Margareta Söderberg Skeppsholmsfestivalen sommaren 1977. Det var en folkkulturfestival med stort internationellt deltagande och uppskattningsvis 50 000 besökare. Den följdes sedan av flera olika festivaler på Söder i Stockholm. 1984-1997 drev von Rettig och Söderberg Folkkulturcentrum och Blå teatern  på Skeppsholmen i Stockholm.
På Konnsjögården utanför Horndal i Dalarna drev Margareta Söderberg och Claes von Rettig från 1980-talet ett kulturcenter med kursverksamhet, föreställningar och konserter. Söderberg hade en ledande roll i von Rettigs opera ”Bergslagskantaten” som skildrade de förtigna upproren i Dalarna genom tiderna. Föreställningen sattes upp i Horndal, turnerade under flera år i landet och visades även på TV. Somrarna 2009, 2010 och 2011 arrangerade de "Vildrosfestivalen" på Konnsjögården, med musik, teater och workshops.
Margareta Söderberg är också verksam som bildkonstnär och har haft ett antal utställningar av teckningar, oljemålningar och textil bildkonst.  Efter 2015 har hon engagerat sig för flyktingar, framför allt de ensamkommande ungdomarna från Afghanistan. År 2019 gav hon ut antologin Finns det plats för mig i världen?
Margareta Söderberg startade i slutet av 1960-talet Sveriges första föräldradrivna daghem i en rivningslägenhet på Mariaberget i Stockholm, en verksamhet som fick internationell uppmärksamhet. Hon var sambo med Claes von Rettig från 1979 till hans död 2013.

## Diskografi
- 2005 - Som ett trots i flammande lågor, dikter av Dan Andersson tonsatta av Claes von Rettig (Wisa bild och ljudproduktion WISCD 822)
- 1981 - Folk har gjort uppror i alla tider (med Claes von Rettig och Horndalsensemblen (Wisa WISLP 601)
- 1978 - Jordljus – befria marken (samlings-LP, UOSLP02)
- 1977 - Sånger och musik från Kvinnokulturfestivalen (samlings-LP, Silence SRS 46 47)
- 1976 - Käringtand (solo-LP, YTF-50130)
- 1975 - Alternativ festival (samlings-LP MNW 58-59P)
- 1974 - Röd 1:a-majfest (samlings-LP, Oktober OSLP 504)